# Элунд, Гуннар
Гуннар Элунд (швед. Gunnar Öhlund) — шведский ориентировщик, победитель чемпионата мира 1974 года по спортивному ориентированию эстафете.
Гуннар Элундр вместе с партнёрами по эстафетной команде Швеции (Рольф Петтерссон, Арне Юханссон, Бернт Фрилен) стал победителем в эстафете на чемпионате мира 1974 года, который проходил
в окрестностях датского города Силькеборг.